# Рёпер, Иоганнес
Иоганнес Август Кристиан Рёпер (нем. Johannes August Christian Röper; 25 апреля 1801, Доберан — 17 марта 1885, Росток) — немецкий ботаник.

## Биография
Иоганнес Рёпер родился 25 апреля 1801 года в городе Доберан (ныне — Бад-Доберан).
Учился у своего отца-священника и в Любекской гимназии. В возрасте 16 лет он поступил в Ростокский университет, где стал учиться биологии. В 1819 году перешёл в Берлинский университет. Несколько лет он учился в Университете Галле, затем — в Гёттингенском университете. В Галле Рёпер познакомился с фон Шлехтендалем. В марте 1823 года он стал доктором медицины. В 1826 году посетил Францию и Италию, в Париже познакомился с А. фон Гумбольдтом и А. Жюссьё. Он приобрёл гербарий Ламарка, позднее объединил его со своим собственным.
Затем Рёпер был назначен адъюнкт-профессором Базельского университета, в 1829 году стал полным профессором. В 1836 году ему была присвоена почётная степень доктора философии, затем он вернулся в Росток, где сменил Г. Г. Флёрке на должности профессора общей биологии. В 1837 году Тюбингенский университет присвоил Рёперу почётную степень доктора биологических наук. В 1846 году он стал главным библиотекарем Ростокского университета.
19 июня 1880 года у Рёпера случился инсульт, после чего он был вынужден отказаться от работы. 17 марта 1885 года он скончался после второго инсульта.

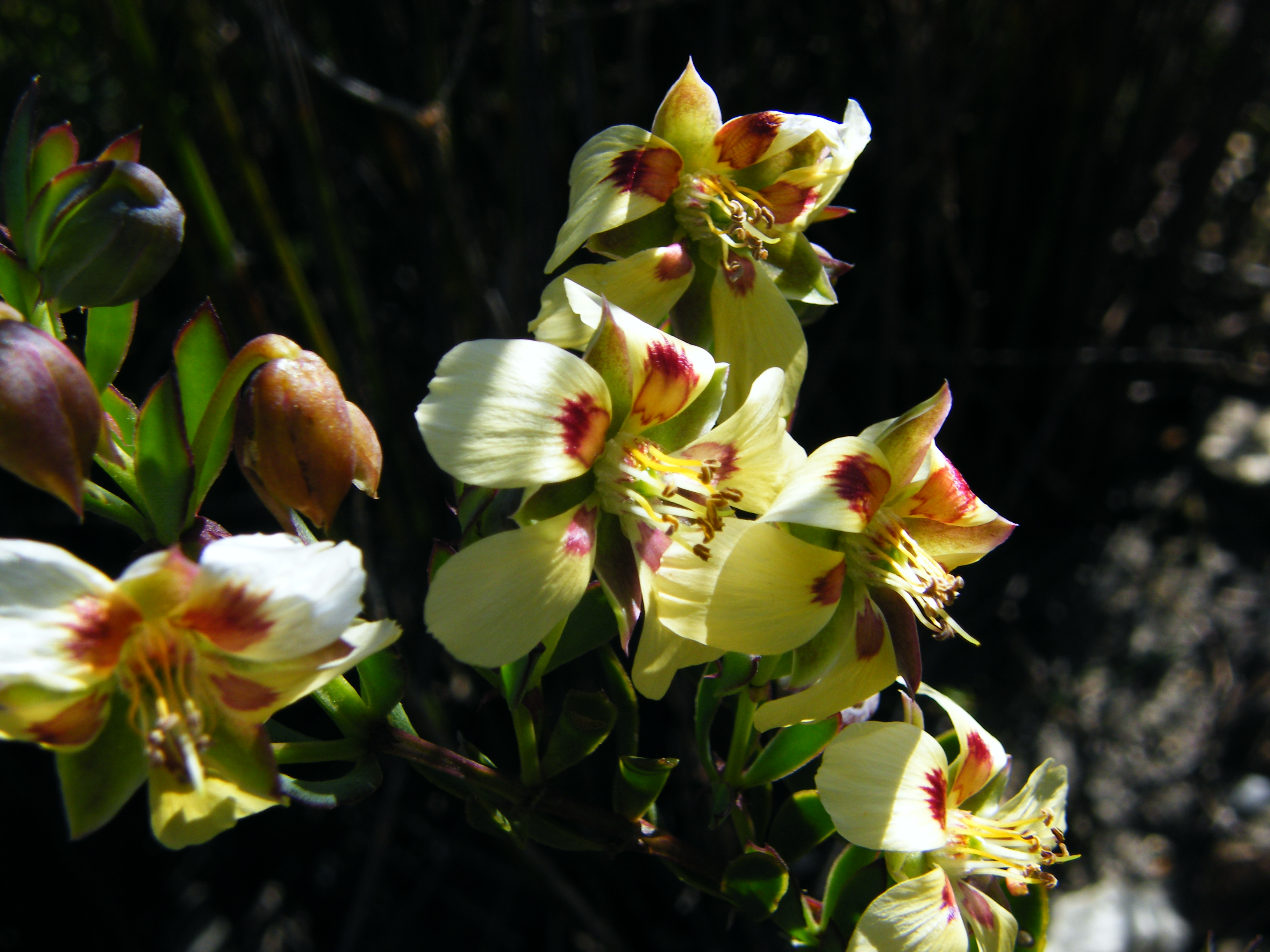
— один из видов, переведённых из рода Zygophyllum в род Roepera в 2003 году

## Некоторые научные работы
- Roeper, J.A.C. (1824). Enumeratio Euphorbiarum. 68 p., 3 pl.
- Roeper, J.A.C. (1830). De floribus et affinitatibus Balsaminearum. 70 p.
- Roeper, J.A.C. (1843—1844). Zur Flora Mecklenburgs. 2 vol.
- Roeper, J.A.C. (1860). Vorgefasste botanische Meinungen. 74 p.

## Роды, названные в честь И. Рёпера
- Neoroepera Müll.Arg. & F.Muell., 1866
- Roepera A.Juss., 1825
- Roeperia Spreng., 1826, nom. illeg. [syn.  Ricinocarpos Desf., 1817]
- Roeperia F.Muell., 1857, nom. illeg. [syn.  Justago Kuntze, 1891, nom. nov.]
- Roeperocharis Rchb.f., 1881